# Union sportive musulmane madinet Hadjout
 (mai 2024).
Si vous disposez d'ouvrages ou d'articles de référence ou si vous connaissez des sites web de qualité traitant du thème abordé ici, merci de compléter l'article en donnant les références utiles à sa vérifiabilité et en les liant à la section « Notes et références ».
Maillots
Actualités
Dernière mise à jour : 22 mars 2020.
L'Union Sportive Musulmane Madinet Hadjout (en arabe : الإتحاد الرياضي الإسلامي لمدينة حجوط), plus couramment abrégé en USMM Hadjout, est un club de football algérien fondé en 1947 et basé dans la ville de Hadjout, dans la Wilaya de Tipaza.

## Histoire
L'Union Sportive Musulmane Madinet Hadjout joue actuellement en DNA, le meilleur résultat des Hadjoutis ces dernières années a été l'accession en D2 lors de la saison 2013-2014. L'USMMH compte aussi une section de basket-ball.

## Identité du club

### Logo et couleurs
Depuis la fondation de l'Union Sportive Musulmane Madinet Hadjout en 1947, le club a adopté les couleurs verts et blancs, qui ont été inspirées du club musulman algérien à l'époque: le Union sportive musulmane blidéenne.

Ancien logo
Logo actuel.

## Palmarès
- DNA (1)
  - Champion Gr. Ouest : 2013.

## Parcours

### Classement en championnat par année
- 1962-63 : D1, C-H Centre groupe V, 2e
- 1963-64 : D1, DH Centre, 14e
- 1964-65 : D2, DH Centre, 14e
- 1965-66 : D3, PH Centre groupe, ?e
- 1966-67 : D4, 1re Division Centre groupe, ?e
- 1967-68 : D4, 1re Division Centre groupe, ?e
- 1968-69 : D4, 1re Division Centre groupe, ?e
- 1969-70 :
- 1970-71 : D?, ?e
- 1971-72 : D?, ?e
- 1972-73 : D?, ?e
- 1973-74 : D?, ?e
- 1974-75 : D?, ?e
- 1975-76  : D2, D2 Centre, 12e
- 1976-77  : D2, D2 Centre, ?e
- 1977-78  : D2, D2 Centre, ?e
- 1978-79  : D2, D2 Centre, ?e
- 1979-80 : D3, Inter-Wilayas ?e
- 1980-81 : D3, Inter-Wilayas ?e
- 1981-82 : D3, Inter-Wilayas ?e
- 1982-83 : D3, Inter-Wilayas ?e
- 1983-84 : D3, DH Centre groupe, ?e
- 1984-85 : D3, DH Centre groupe, ?e
- 1985-86 : D3, DH Centre groupe, ?e
- 1986-87 : D3, DH Centre groupe, ?e
- 1987-88 : D3, DH Centre groupe, 1re Groupe B
- 1988-89 : D3, Régional Centre, 2e
- 1989-90  : D3, Régional Centre, 6e
- 1990-91  : D3, Régional Centre, 5e
- 1991-92  : D2, D2 Centre, 6e
- 1992-93 : D2, D2 Centre, 9e
- 1993-94 : D2, D2 Centre, 3e
- 1993-95 : D2, D2 Centre, 5e
- 1995-96 : D2, D2 Centre, 7e
- 1996-97 : D2, D2 Centre, 8e
- 1997-98 : D2, D2 Centre, 3e
- 1998-99 : D1, D1 Centre-Ouest, 14e
- 1999-00 : D3, D3 Centre, 3e
- 2000-01 : D2, D2 Centre-Ouest, 5e
- 2001-02 : D2, D2 Centre-Ouest, 8e
- 2002-03 : D2, D2 Centre-Ouest, 11e
- 2003-04 : D2, D2 Centre, 9e
- 2004-05 : D3, D3 Centre, 8e
- 2005-06 : D3, D3 Centre, 14e
- 2006-07 : D4, D4 Centre, ?e
- 2007-08 : D4, D4 Centre, ?e
- 2008-09 : D3, D3 Centre, 1re
- 2009-10 : D2, 13e
- 2010-11 : D3, D3 Centre-Ouest, 8e
- 2011-12 : D3, D3 Centre, 5e
- 2012-13 : D3, D3 Centre-Ouest, 1re
- 2013-14 : D2, 10e
- 2014-15 : D2, 13e
- 2015-16 : D2, 16e
- 2016-17 : D3, D3 Centre-Ouest, 8e
- 2017-18 : D3, D3 Centre-Ouest, 15e
- 2018-19 : D3, D3 Centre-Ouest, 11e
- 2019-20 : D3, D3 Centre-Ouest, 9e
- 2020-21 : D3, DNA Centre-Ouest, 1re
- 2021-22 : D2, D2 Centre-Ouest, 14e
- 2022-23 : D3, Inter-régions Centre-Ouest, 15e
- 2023-24 : D3, Inter-régions Centre-Ouest, 16e
- 2024-25 : D4, R1 LRF Blida, 15e
- 2025-26 : D5, R2 LRF Blida groupe, ?e

### Parcours de l'USMM Hadjout en coupe d'Algérie
| Saison    | Tour              | Matchs                   | Résultats     |
| --------- | ----------------- | ------------------------ | ------------- |
| 1962-63   | 1/32 finale       | USM Blida                | 3-2           |
| 1963-64   | 1/64 finale       | US Hôpitaux Alger        | 2-0           |
| 1964-65   | ?e T.R            | ?                        | ?             |
| 1965-66   | ?e T.R            | ?                        | ?             |
| 1966-67   | ?e T.R            | ?                        | ?             |
| 1967-68   | ?e T.R            | ?                        | ?             |
| 1968-69   | 1/32 finale       | MC Alger                 | 1-0           |
| 1969-70   | ?e T.R            | ?                        | ?             |
| 1970-71   | ?e T.R            | ?                        | ?             |
| 1971-72   | ?e T.R            | ?                        | ?             |
| 1972-73   | 1/32 finale       | WA Casoral d'Alger       | 1-0           |
| 1973-74   | ?e T.R            | ?                        | ?             |
| 1974-75   | 1/16 finale       | CC Sig                   | 2-0           |
| 1975-76   | 1/8 finale        | SA Mohamadia             | 2-1           |
| 1976-77   | ?e T.R            | ?                        | ?             |
| 1977-78   | ?e T.R            | ?                        | ?             |
| 1978-79   | ?e T.R            | ?                        | ?             |
| 1979-80   | ?e T.R            | ?                        | ?             |
| 1980-81   | ?e T.R            | ?                        | ?             |
| 1981-82   | ?e T.R            | ?                        | ?             |
| 1982-83   | ?e T.R            | ?                        | ?             |
| 1983-84   | ?e T.R            | ?                        | ?             |
| 1984-85   | ?e T.R            | ?                        | ?             |
| 1985-86   | 3e T.R            | SR Khemis                | 3-2           |
| 1986-87   | ?e T.R            | ?                        | ?             |
| 1987-88   | ?e T.R            | ?                        | ?             |
| 1988-89   | ?e T.R            | ?                        | ?             |
| 1989-1990 | N.J               | N.J                      | N.J           |
| 1990-91   | ?e T.R            | ?                        | ?             |
| 1991-92   | 1/8 finale        | AS Ain M'lila            | 2-1           |
| 1992-1993 | N.J               | N.J                      | N.J           |
| 1993-94   | 4e T.R            | HC Ain-Bessam            | ?             |
| 1994-95   | 1/32 finale       | Nadi CNAS Oran           | 2-1           |
| 1995-96   | 1/64 finale       | IB Khemis El Khechna     | 3-1           |
| 1996-97   | ?e T.R            | ?                        | ?             |
| 1997-98   | 1/64 finale       | CRB S'haoula             | 0-1 ap        |
| 1998-99   | ?e T.R            | ?                        | ?             |
| 1999-00   | ?e T.R            | ?                        | ?             |
| 2000-01   | 1/32 finale       | IRB Maghnia              | 0-0 t.a.b 5-4 |
| 2001-02   | 1/64 finale       | CB Thenia                | ?             |
| 2002-03   | 1/64 finale       | WB Ain Benian            | 2-1           |
| 2003-04   | 1/32 finale       | JSM Bejaia               | 2-1 a.p       |
| 2004-05   | ?e T.R            | ?                        | ?             |
| 2005-06   | ?e T.R            | ?                        | ?             |
| 2006-07   | 1/32 finale       | ASO Chlef                | 1-0           |
| 2007-08   | 1/32 finale       | SC Ain Defla             | 2-1           |
| 2008-09   | 1/16 finale       | CA Batna                 | 5-2           |
| 2009-10   | 1/32 finale       | JS Kabylie               | 2-1           |
| 2010-11   | ?e T.R            | ?                        | ?             |
| 2011-12   | 1/64 finale       | CRB Aïn Oussara          | 1-1 t.a.b     |
| 2012-13   | Avant dernier T.R | CRB Sendjas              | ?             |
| 2013-14   | 1/4 finale        | MC Alger                 | 1-0           |
| 2014-15   | 1/64 finale       | CRB Ouled Ben Abdelkader | 2-1           |
| 2015-16   | Avant dernier TR  | O Médéa                  | 2-1           |
| 2016-17   | Avant dernier TR  | WA Boufarik              | 1-0           |
| 2017-18   | 1/32 finale       | RCB Oued R'hiou          | 2-1           |
| 2018-19   | Avant dernier TR  | ASO Chlef                | ?             |
| 2019-20   | 1/64 finale       | IRB Boumedfaa            | 1-0           |
| 2020-21   | N.J               | N.J                      | N.J           |
| 2021-22   | N.J               | N.J                      | N.J           |
| 2022-23   | Avant dernier TR  | USM Blida                | 2-0           |
| 2023-24   | 3e T.R            | CM Ténès                 |               |